# La Monnerie-le-Montel
La Monnerie-le-Montel är en kommun i departementet Puy-de-Dôme i regionen Auvergne-Rhône-Alpes i centrala Frankrike. Kommunen ligger i kantonen Saint-Rémy-sur-Durolle som tillhör arrondissementet Thiers. År 2022 hade La Monnerie-le-Montel 1 624 invånare.

## Befolkningsutveckling
Antalet invånare i kommunen La Monnerie-le-Montel
| Referens: INSEE |